# Diodor d'Aspendos
Diodor d'Aspendos (en llatí Diodorus, en grec antic Διόδωρος) fou un filòsof pitagòric grec que probablement va viure després de Plató i encara era viu vers la 104 Olimpíada, ja que estava en contacte amb Estratònic el músic que vivia a la cort de Ptolemeu I Sòter. Es diu que va adoptar la manera de viure dels cínics, segons Iàmblic i Ateneu de Naucratis.